# Tyrone Mears
Tyrone Mears (Stockport, Inglaterra, Reino Unido, 18 de febrero de 1983) es un futbolista inglés, pero de ascendencia sierraleonesa por parte de su padre. Juega de lateral derecho y se encuentra sin equipo tras finalizar su contrato con el West Bromwich Albion.

## Trayectoria
Tyrone Mears empezó su carrera futbolística en las categorías inferiores del Manchester City. En 2002 debutó con la primera plantilla del club. Fue en marzo, cuando sustituyó a Stuart Pearce en el minuto 84 en un partido contra el Nottingham Forest. Esa fue su única aparición sobre los terrenos de juego con el primer equipo esa temporada, en la cual su club consiguió el ascenso a la Premier League al quedar primero en la clasificación.
En julio de 2002 fichó por el Preston North End FC, club que pagó por él 200 000 libras. Debutó en octubre y disputó un total de 24 partidos oficiales esa temporada. En 2004 sufrió una lesión que le mantuvo alejado de los terrenos de juego durante 10 meses.
En 2006 Tyrone Mears recibió una oferta del Charlton Athletic, aunque la rechazó para finalmente recalar en el West Ham United. Allí casi no dispuso de oportunidades y acaba marchándose al Derby County FC en calidad de cedido a mitad de temporada. En su nuevo equipo debutó el 3 de febrero de 2007 contra el Southampton FC (1-1). Mears realizó un gran trabajo ese año, en el cual el Derby County consiguió el ascenso a la Premier League, y el club decidió hacer efectiva la opción de compra en verano pagando un millón de libras.
El 29 de agosto de 2008 Tyrone Mears se fue a Francia sin el permiso del club para negociar con el Olympique de Marsella francés. Por este motivo los dos clubes fueron a juicio. Finalmente hubo un acuerdo para que Mears jugara en calidad de cedido en el Olympique de Marsella. El conjunto francés pagó por esta operación 160000 £, guardándose una opción de compra al final de la temporada por 1,5 millones de libras.
En junio de 2009 regresó a la Premier League para jugar en el Burnley Football Club por una cantidad cercana a las 600.000 libras. En esa temporada Mears jugó los 38 partidos de liga aunque no consiguió lograr la permanencia y el equipo descendió al Championship.
El 29 de junio de 2011 abandonó el Burnley para fichar por el Bolton Wanderers por 3 millones de libras, firmando un contrato de tres años de duración. En agosto sufrió una lesión en un entrenamiento que le mantendría alejado de los terrenos de juego durante cinco meses. Regresó en enero en un partido de FA Cup ante el Swansea City
El 30 de diciembre de 2014 Mears dejó Bolton para fichar con el Seattle Sounders FC de la Major League Soccer. Hizo su debut con el club norteamericano el 8 de marzo de 2015 en el primer partido de la temporada del club en el que vencerían al New England Revolution por 3-0. Mears se ganó la titularidad del equipo, donde jugó 37 encuentros (34 de la liga) en la temporada, y ayudó al equipo a logra el cuarto lugar en la conferencia, sexto en la clasificación total, y alcanzar las semifinales de los play offs. 
En la temporada 2016, el jugador mantuvo su condición de titular. Ese año junto a su equipo jugó la final de la Copa MLS contra Toronto FC, donde jugó los 120 minutos y ganaron la llave venciendo al equipo canadiense por 5-4 en la tanda de penaltis. El club declinó la opción de contrato del jugador para 2017.
Mears llegó a Atlanta United para la temporada 2017. Fue liberado por Atlanta al final de la temporada.
Luego de su salida de Atlanta, Mears fue seleccionado por Minnesota United en el Re-Entry Draft de 2017 el 15 de diciembre de 2017. Se fue de Minnesota a fines de agosto por mutuo acuerdo.
El 28 de agosto de 2018, Mears regresó a Inglaterra y fichó por el West Bromwich hasta enero de 2019. Debutó el mismo día, en la victoria 2-1 contra el Mansfield Town en la Copa de la Liga. Su contrato fue extendido hasta final de temporada y abandonó el club una vez este expiró.

## Selección nacional
Ha sido internacional con la selección de fútbol de Jamaica, llegando a jugar un partido amistoso ante Nigeria el 11 de febrero de 2009. Después del partido, oficiales de la FIFA probaron que su padre era de Sierra Leona y no de Jamaica, como se pensaba en un principio, y entonces no puede jugar con Jamaica porque no puede acceder a la nacionalidad jamaiquina. Sin embargo, aún es elegible para jugar con Inglaterra, ya que el partido que llegó a disputar con Jamaica fue de carácter amistoso y no fue oficial.

## Clubes
| Club                           | País           | Año       |
| ------------------------------ | -------------- | --------- |
| Manchester City                | Inglaterra     | 2001-2002 |
| Preston North End              | Inglaterra     | 2002-2006 |
| West Ham United                | Inglaterra     | 2006      |
| Derby County                   | Inglaterra     | 2007-2009 |
| Olympique de Marsella (cedido) | Francia        | 2008-2009 |
| Burnley                        | Inglaterra     | 2009-2011 |
| Bolton Wanderers               | Inglaterra     | 2011-2014 |
| Seattle Sounders               | Estados Unidos | 2015-2017 |
| Atlanta United                 | Estados Unidos | 2017      |
| Minnesota United               | Estados Unidos | 2017-2018 |
| West Bromwich Albion           | Inglaterra     | 2018-2019 |